# Michaël Le Galli
Michaël Le Galli (né Michaël Le Gall en 1969 dans le Finistère) est un scénariste de bande dessinée français.
Il tente, par la fiction et par le documentaire, de sensibiliser le lecteur aux réalités du monde qui l'entoure : dérives sectaires, traitement de la folie, enfants-soldats, biopiraterie et pollution de la biosphère, holocauste des Roms, traitement actuel de l'immigration, avenir de l'alimentation humaine… Il aborde également l'Histoire.

## Biographie

### Formation
Enfant, il lit particulièrement Les Aventures de Tintin, Lucky Luke, Blueberry, Le Journal de Tintin. À dix ans, il découvre Hugo Pratt (qui reste un de ses auteurs préférés) et Fluide glacial. Adolescent, il devient l'un des responsables d'une bédéthèque : il est alors entouré de plus de 5 000 bandes dessinées.
Après des études d'histoire, il entame un cursus d'ethnologie et entreprend des recherches en rapport avec le neuvième art. Il soutient une maîtrise sur les relations entre la Bretagne légendaire et la bande dessinée. En doctorat, il travaille sur les auteurs de BD. Dans ce cadre, il décide de suivre « de l'intérieur » — en se positionnant comme scénariste — l'évolution d'un projet de bande dessinée. Le scénariste Dieter, rencontré au festival Quai des Bulles de Saint-Malo, lui vient en aide : il lui apprend les bases du métier.
Le Galli abandonne ses recherches d'ethnologie pour se consacrer à l'écriture de scénarios. Il continue à travailler ses techniques narratives avec David Chauvel. Par ailleurs, il fait partie en 1998 et 2000 des organisateurs du festival Bulle sous la Lune de Landerneau ; et, depuis 1997, de ceux du festival Quai des Bulles.

### Carrière
Fin 1999, il entame une collaboration avec le dessinateur Emmanuel Michalak. Leur série Les Cercles d'Akamoth, polar fantastique, dénonce les dérives sectaires. Les Sans-Âme, premier album de la série et premier album de Le Galli, paraît chez Delcourt en mai 2003. Cette année-là, Le Galli devient libraire spécialisé en bande dessinée. Il travaille aussi avec la dessinatrice Marie Jaffredo, en contribuant à l'album collectif Édith Piaf en bandes dessinées, qui paraît chez Petit à Petit en  2001. Tous deux publient ensuite Les Démons de Marie, récit d'aventure abordant le traitement de la folie. Cette série de deux albums paraît chez Carabas en 2004 et  2005.
En 2006, avec Luca Erbetta au dessin, il traite des enfants-soldats, de la biopiraterie et de la pollution de la biosphère : la série Watch (six albums) commence, inaugurant la collection « Impact » de Delcourt. En 2007, il s'intéresse au traitement actuel de l'immigration dans l'album collectif Paroles sans papiers, toujours chez Delcourt. Depuis 2007, il est membre du comité de pilotage du Groupement BD du Snac (Syndicat national des auteurs et des compositeurs). En 2008, avec Francis Manapul (dessin) et Christelle Moulart (couleurs), il publie Sept Guerrières, chez Delcourt. Cette même année, il commence à assurer en parallèle des formations BD de bibliothécaires et de documentalistes, donnant des conférences, etc. En 2009, il envisage l'avenir de l'alimentation humaine avec Mike (dessin) et Xavier Basset (couleurs), dans La Guerre des OGM, qui paraît chez Delcourt.
En 2010, sous le pseudonyme commun de Noirgaley, Le Galli et Anne Katell Le Gall publient, dans la collection « Jeunesse » de Delcourt, Ananké, dessiné par Erwin Madrid. La même année, Le Galli sacrifie à sa passion de l'Histoire en publiant le tome 1 du Sang des bâtisseurs (deux albums), un polar médiéval, avec Marie Jaffredo au dessin et à la couleur.
En 2012, avec Arnaud Bétend au dessin, il publie Batchalo, un album rappelant l'holocauste des Rroms pendant la Deuxième Guerre mondiale. La même année, avec Xavier Besse au dessin et aux couleurs, il s'intéresse à nouveau au traitement de la folie : Insane paraît aux éditions Casterman. 
Toujours en 2012, il devient libraire généraliste, où il anime régulièrement des rencontres publiques.
En 2014, sortent trois nouveaux albums. Les Damnés de Paris, avec Marie Jaffredo, paraît chez Vents d'Ouest. Opération Overlord, avec Davide Fabbri, paraît chez Glénat. Enfin, Un roi vient de mourir, tome 1 de la série Alexandre l'épopée, avec David Chauvel et Gildas Java, paraît chez Glénat. Le Galli entame alors avec Mike la série de dark fantasy Naragam, en trois albums, dont le premier, La Quête de Geön, paraît chez Delcourt en 2015.
Le scénariste initie chez Vents d'Ouest le projet de collection « J'ai tué », dont il devient le directeur, et dont les trois premiers albums paraissent en septembre 2015. Il assure lui-même le scénario du deuxième, J'ai tué François-Ferdinand, archiduc d'Autriche, dessiné par Héloret. Car, depuis toujours, Le Galli se demandait « qui était l'homme qui avait fait basculer l'humanité dans la Première Guerre mondiale, […] qui était ce Gavrilo Princip, pourquoi il était passé à l'acte et comment s'était déroulé cet assassinat qui, pour beaucoup, se résume à une phrase dans un manuel scolaire. »
En 2016, paraît le deuxième tome de Naragam. En 2017, Le Galli retrouve Marie Jaffredo avec qui il publie Édouard Manet et Berthe Morisot : une passion impressionniste, chez Glénat. En 2018, paraît le troisième et dernier tome de Naragam. Cette même année, avec le dessinateur Cristiano Crescenzi, Le Galli « entraîne ses lecteurs dans les aventures d’un guerrier chinois au cœur du XVe siècle. On l’accompagne dans ses péripéties sur la Route de la soie, dans la Chine des empereurs Ming et jusqu’à la Venise des doges. »
En 2021 et 2023 paraissent les deux volumes de la série Voltaire et Newton chez Delcourt, avec Sylvain Bauduret au dessin et à la couleur. Pour cette série, Le Galli utilise le pseudonyme de Mitch. Et en 2025, Michaël Le Galli publie le tome 1 de C'est la faute à Molière, une histoire de la Comédie Française en bande dessinée avec Virginie Augustin aux éditions Rue de Sèvres. Cette même année, paraît aussi La  Tempête chez Locus Solus avec Héloret au dessin et à la couleur.

## Œuvres
1. Avec Marie Jaffredo (dessin), contribution à l'album collectif Édith Piaf en bandes dessinées, Petit à Petit, 2001.
2. Avec Julien Lamanda (dessin), contribution à l'album collectif Contes de Maupassant en bandes dessinées, coll. « Littérature en bandes dessinées », Petit à Petit, 2002.
3. Avec Gwendal Lemercier (dessin) et Obion (dessin), contribution à l'album collectif Poèmes de Victor Hugo en bandes dessinées, coll. « Littérature en bandes dessinées », Petit à Petit, 2002.
4. Avec Emmanuel Michalak (dessin) et Fabio Bono (encrage du tome 4), série Les Cercles d'Akamoth, coll. « Insomnie », Delcourt :
  1. Les Sans-Âme, 2003 ;
  2. La Nouvelle Alliance, 2004 ;
  3. L'Enfant vaudou, 2005 ;
  4. L'Archange noir, 2008.
5. Avec Marie Jaffredo (dessin), série Les Démons de Marie, coll. « Époques », Carabas :
  1. L'Expérience du professeur Mesmer, 2004 ;
  2. La Rédemption du père Anselme, 2005.
6. Avec Emmanuel Michalak (storyb.), Luca Erbetta (crayon), Fabio Bono (encrage) et Axel Gonzalbo (coul.), série Watch, coll. « Impact », Delcourt :
  1. Bombes humaines, 2006 ;
  2. Enfants tigres, 2006 ;
  3. La Terre sacrée, 2006 ;
  4. La Lignée Kallawaya, 2007 ;
  5. À l'est des Carpates, 2008 ;
  6. Crépuscule, 2008.
7. Participation à l'album collectif Paroles sans papiers, Delcourt, 2007.
8. Avec Francis Manapul (dessin) et Christelle Moulart (coul.), Sept Guerrières : sept femmes engagées pour sauver l'héritier du royaume, coll. « 7 », Delcourt, 2008.
9. Avec Mike (dessin) et Xavier Basset (coul.), La Guerre des OGM, coll. « Hors collection », Delcourt, 2009.
10. Avec Anne Katell Le Gall (scén.) sous le pseudonyme commun de Noirgaley, et avec Erwin Madrid (dessin), Ananké, coll. « Jeunesse », Delcourt, 2010.
11. Avec Marie Jaffredo (dessin, coul.), série Le Sang des bâtisseurs, coll. « Fantastique », Vents d'Ouest :
  - tome 1, 2010 ;
  - tome 2, 2011.
12. Avec Arnaud Bétend, Batchalo, 2012.
13. Avec Xavier Besse (dessin, coul.), Insane, Casterman, 2012.
14. Avec Marie Jaffredo (dessin, coul.), Les Damnés de Paris, Vents d'Ouest, 2014.
15. Avec Davide Fabbri (dessin) et Domenico Neziti (coul.), série  Opération Overlord, coll. « Grafica », Glénat :
  1. Sainte-Mère-Église, 2014.
16. Avec David Chauvel (scén.) et Gildas Java (dessin), série Alexandre l'épopée, coll. « Grafica », Glénat :
  1. Un roi vient de mourir, 2014.
17. Avec Mike (dessin), série Naragam, coll. « Terres de légendes », Delcourt :
  1. La Quête de Geön, 2015.
  2. L'Appel des Primordiaux, 2016.
  3. Dans l'ombre de Geön, 2018.
18. Avec Héloret (dessin), J'ai tué François-Ferdinand, archiduc d'Autriche, coll. « J'ai tué », Vents d'Ouest, 2015.
19. Avec Marie Jaffredo (dessin, coul.), Édouard Manet et Berthe Morisot : une passion impressionniste, hors collection, Glénat, 2017.
20. Avec Cristiano Crescenzi (dessin), série L'Odyssée de Fei Wong, coll. « Grafica », Glénat :
  1. Les Mille et Une Nuits au Caire, 2018.
  2. Les Seigneurs de la nuit, 2018.
  3. La nuit des mécréants, 2019
21. Avec Sylvain Bauduret (dessin), sous le pseudonyme de Mitch, série Voltaire et Newton, Delcourt : 
  1. Pangloss-Tula, 2021
  2. Nusqama, 2023
22. Avec Héloret (dessin), La Tempête, Locus Solus, 2025.
23. Avec Virginie Augustin (dessin), série Une histoire de la Comédie Française en bande dessinée, Rue de Sèvres :

1. C'est la faute à Molière, 2025